# Rio Aracatiaçu
O Rio Aracatiaçu é um rio brasileiro que banha o estado do Ceará. A bacia do rio Aracatiaçu possui uma área de de 3.512 km² nascendo próximo das serras de Santa Luzia e Tamanduá, no município de Irauçuba, região centro-norte do Estado do Ceará. Sua foz está localizada no município de Amontada, na Praia de Moitas.